# Simri (König)

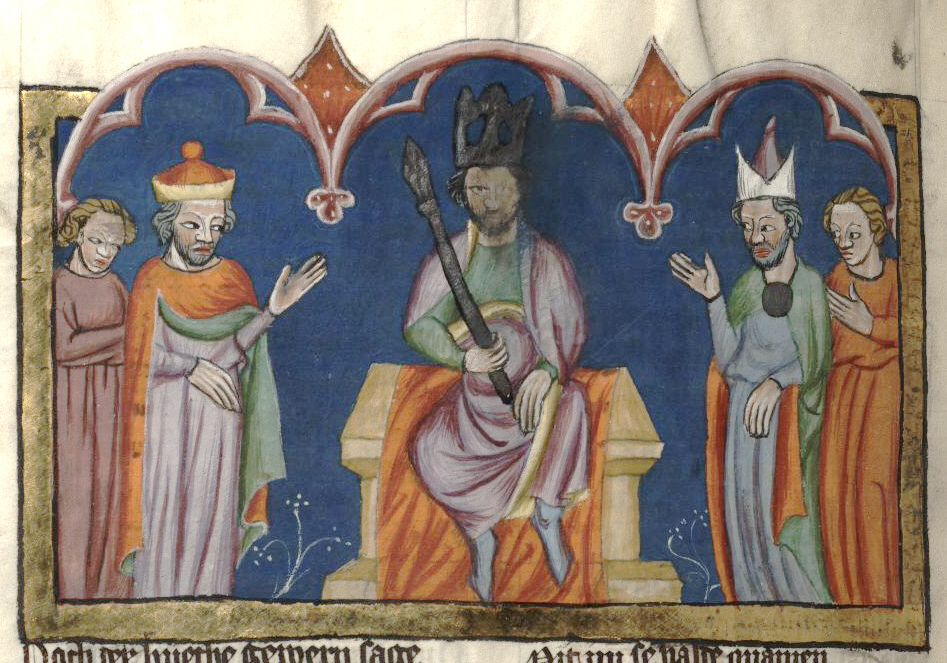
Simri

Simri († 876 oder 885 oder 882 v. Chr.) regierte sieben Tage lang als König von Israel. Seine Herrschaftszeit wird unterschiedlich datiert.

## Etymologie
Der hebräische Personenname זִמְרִי zimrî „Simri“ ist eine Kurzform eines Verbalsatznamens, dessen Subjekt (und theophores Element) ausgefallen ist. Das Prädikat ist erhalten und leitet sich von der Verbwurzel זמר zmr, deutsch ‚beschützen‘ ab. Der Name lässt sich daher mit „(Gott) hat beschützt“ übersetzen. Außerbiblisch ist eine Vollform des Namens überliefert: Zmrjhw („JHWH hat beschützt“). Die Septuaginta gibt den Namen als Ζαμβρι Zambri wieder, die Vulgata als Zamri.

## Biblische Erzählung
Im Alten Testament wird Simris kurze Herrschaft in 1 Kön 16,9–20  beschrieben. Simri war Kommandant der Kriegswagen unter König Ela, den er in Tirza ermordete, um sich selbst zu dessen Nachfolger zu machen. Die Ermordung Elas galt als Erfüllung einer Prophezeiung Jehus, der den Untergang des Hauses Baschas (des Vaters Elas) geweissagt hatte. Gemäß der biblischen Erzählung herrschte Simri allerdings nur sieben Tage, da das israelitische Heer, das vor Gibbeton lagerte, den Feldhauptmann Omri zu seinem König wählte. Dieser zog mit dem Heer nach Tirza und belagerte die Stadt. In aussichtsloser Lage setzte Simri den Burgturm seines Königspalastes in Brand und kam in den Flammen um.